# Woodward (Oklahoma)
Woodward település az Amerikai Egyesült Államok Oklahoma államában, Woodward megyében, melynek megyeszékhelye is. Lakosainak száma 12 133 fő (2020. április 1.).

## Népesség
A település népességének változása:

| 2010 | 12 051 |
| 2020 | 12 133 |